# Quildeberto, o Adotado
Quando o rei Sigeberto III morreu em 656, Grimoaldo o Velho havia cortado o cabelo (símbolo do poder merovíngio) de Dagoberto II, filho de Sigeberto, e o enviado para um monastério irlandês. Grimoaldo proclamou seu próprio filho, Quildeberto o Adotado, como rei da Austrásia.
Grimoaldo, seu filho Quildeberto, e talvez seu cunhado Ansegisel foram finalmente capturados e entregues ao rei da Nêustria, Clóvis II, que os assassinou. Há duas explicações para a morte de Quildeberto, contudo. A primeira conta que Clóvis e seu prefeito do palácio, Erchinoald, o capturaram e executaram em 657; a segunda, que Clotário III da Nêustria anexou a Austrásia em 661, depôs o jovem usurpador e o executou junto com seu pai no ano seguinte.
A família reapareceu na política com a ascensão do filho de Ansegisel, Pepino II de Herstal.

## Pais
♂ Grimoaldo o Velho (◊ ? † 662) Prefeito do palácio da Austrásia
♀ ? (◊ ? † ?)

## Pai Adotivo
♂ Sigeberto III (◊ 631 † 656)